# Moravia (Iowa)
Pour les articles homonymes, voir Moravia.
Moravia est une ville du comté d'Appanoose, en Iowa, aux États-Unis. Elle est ainsi nommée en hommage à la religion des Frères moraves. Les familles moraves quittent Salem (Caroline du Nord), en 1849, pour implanter une colonie dans l'Ouest. De l'argent est envoyé par plusieurs sœurs moraves, afin d'acheter quarante acres de terrain pour y implanter une ville mais aussi une église morave.

## Source de la traduction
- (en) Cet article est partiellement ou en totalité issu de l’article de Wikipédia en anglais intitulé « Moravia, Iowa » (voir la liste des auteurs).